# Langues bena-mboi
Les langues bena-mboi ou langues yungur sont un groupe de langues adamaoua,. Elles sont parlées au Nigeria.